# Ягодинка (колонія)
Ягодинка (колонія) (англ. Yahodynka, нім. Jagodinka, нім. Jahodenka, пол. Jagodzinka, рос. Ягоденка) — колишній населений пункт у Пулинському районі Житомирської області.
Заснована у XIX сторіччі німецькими поселенцями-євангелістами в 5 верстах від містечка Пулини та на відстані 3 версти від села Адамівка в Пулинській волості Житомирського повіту Волинської губернії. Школа. Приход Геймталь та Житомир.
Населення 96 (1906), 110 (1910).
У 1923 колонія налічувала 21 двір, в яких мешкали 146 людей. Колонія знаходилася в підпорядкуванні Адамівської сільської ради разом із селами Адамівка, Довжик, Ягодинка та колонією Адамівка.
У 1930—1935 — у складі Пулинського німецького району.
Станом на 01.10.1941 на обліку не значиться.